# Österreichische Staatsmeisterschaften in der Leichtathletik 2016
Die Österreichischen Staatsmeisterschaften 2016 in der Leichtathletik (auch: Österreichische Leichtathletikstaatsmeisterschaften oder Österreichische Leichtathletik-Staatsmeisterschaften) sowie die ÖM Langstaffeln U18 fanden am 30. und 31. Juli 2016 im Universitäts- und Landessportzentrum Salzburg Rif in Hallein statt.

## Frauen

### 100 m
| Platz | Athletin          | Zeit (s) |
| ----- | ----------------- | -------- |
| 1     | Alexandra Toth    | 11,73    |
| 2     | Stephanie Bendrat | 11,75    |
| 3     | Carina Pölzl      | 11,77    |

### 200 m
| Platz | Athletin            | Zeit (s) |
| ----- | ------------------- | -------- |
| 1     | Carina Pölzl        | 24,79    |
| 2     | Savannah Mapalagama | 25,30    |
| 3     | Alexandra Toth      | 25,35    |

### 400 m
| Platz | Athletin              | Zeit (s) |
| ----- | --------------------- | -------- |
| 1     | Carina Schrempf       | 55,86    |
| 2     | Julia Schwarzinger    | 56,00    |
| 3     | Sigrid Portenschlager | 57,89    |

### 800 m
| Platz | Athletin           | Zeit (min) |
| ----- | ------------------ | ---------- |
| 1     | Cornelia Wohlfahrt | 2:12,83    |
| 2     | Carina Schrempf    | 2:13,46    |
| 3     | Julia Millonig     | 2:14,36    |

### 1500 m
| Platz | Athletin           | Zeit (min) |
| ----- | ------------------ | ---------- |
| 1     | Cornelia Wohlfahrt | 4:35,66    |
| 2     | Sandrina Illes     | 4:35,96    |
| 3     | Laura Ripfel       | 4:58,30    |

### 5000 m
| Platz | Athletin       | Zeit (min)                           |
| ----- | -------------- | ------------------------------------ |
| 1     | Jennifer Wenth | 16:39,38                             |
| 2     | Sandrina Illes | 16:47,79                             |
| 3     | Cornelia Moser | 16:51,86 Salzburger Landesrekord U23 |

### 100 m Hürden (84,0)
| Platz | Athletin          | Zeit (s) |
| ----- | ----------------- | -------- |
| 1     | Stephanie Bendrat | 13,65    |
| 2     | Eva Wimberger     | 13,85    |
| 3     | Beate Schrott     | 13,87    |

### 400 m Hürden (76,2)
| Platz | Athletin        | Zeit (s) |
| ----- | --------------- | -------- |
| 1     | Verena Preiner  | 60,31    |
| 2     | Katharina Taitl | 63,29    |
| 3     | Christine Weber | 63,78    |

### 4 × 100 m
| Platz | Athletinnen                                                                                            | Zeit (s) |
| ----- | --- | -------- |
| 1     | Michaela Burda, Viola Kleiser, Eva Wimberger, Valerie Kleiser (UNION St. Pölten)                       | 46,68    |
| 2     | Hanna Gschlenk, Savannah Mapalagama, Sigrid Portenschlager, Katharina Mahlfleisch (DSG Volksbank Wien) | 47,39    |
| 3     | Ingeborg Grünwald, Carolina Petran, Anna Möstl, Stephanie Bendrat (Union Salzburg Leichtathletik)      | 47,65    |

### Hochsprung
| Platz | Athletin             | Höhe (m) |
| ----- | -------------------- | -------- |
| 1     | Ekaterina Krasovskiy | 1,77     |
| 2     | Sarah Lagger         | 1,77     |
| 3     | Idia Ohenhen         | 1,74     |

### Stabhochsprung
| Platz | Athletin       | Höhe (m) |
| ----- | -------------- | -------- |
| 1     | Brigitta Hesch | 4,00     |
| 2     | Agnes Hodi     | 3,90     |
| 3     | Sarah Zimmer   | 3,90     |

### Weitsprung
| Platz | Athletin          | Weite (m) |
| ----- | ----------------- | --------- |
| 1     | Michaela Egger    | 5,89      |
| 2     | Verena Preiner    | 5,88      |
| 3     | Ingeborg Grünwald | 5,75      |

### Dreisprung
| Platz | Athletin           | Weite (m) |
| ----- | ------------------ | --------- |
| 1     | Michaela Egger     | 12,96     |
| 2     | Magdalena Macht    | 12,61     |
| 3     | Patricia Daxbacher | 11,96     |

### Kugel (4,00) kg
| Platz | Athletin             | Weite (m) |
| ----- | -------------------- | --------- |
| 1     | Christina Scheffauer | 13,88     |
| 2     | Stefanie Waldkircher | 13,39     |
| 3     | Verena Preiner       | 13,07     |

### Diskus (1,00 kg)
| Platz | Athletin             | Weite (m) |
| ----- | -------------------- | --------- |
| 1     | Veronika Watzek      | 56,18     |
| 2     | Djeneba Touré        | 50,85     |
| 3     | Stefanie Waldkircher | 44,31     |

### Hammer (4,00 kg)
| Platz | Athletin        | Weite (m) |
| ----- | --------------- | --------- |
| 1     | Tatjana Meklau  | 54,42     |
| 2     | Jacqueline Röbl | 52,45     |
| 3     | Julia Siart     | 52,01     |

### Speer (600 gr)
| Platz | Athletin            | Weite (m) |
| ----- | ------------------- | --------- |
| 1     | Victoria Hudson     | 51,49     |
| 2     | Andrea Lindenthaler | 50,76     |
| 3     | Magdalena Dielacher | 48,24     |

### 3 × 800 m (wU18)
| Platz | Athletinnen                                                          | Zeit (min) |
| ----- | -------------------------------------------------------------------- | ---------- |
| 1     | Sarah Winkler, Petra Gumpinger, Anna Baumgaitner (SU IGLA long life) | 7:15,76    |
| 2     | Julia Edler, Anna Leser, Caroline Bredlinger (LT Bgld Eisenstadt)    | 7:32,46    |
| 3     | Anika Gindl, Lena Spazirer, Laura Ripfel (ULC Weinland)              | 7:45,78    |

## Männer

### 100 m
| Platz | Athlet             | Zeit (s) |
| ----- | ------------------ | -------- |
| 1     | Markus Fuchs       | 10,47    |
| 2     | Maximilian Münzker | 10,70    |
| 3     | Christoph Haslauer | 10,86    |

### 200 m
| Platz | Athlet              | Zeit (s) |
| ----- | ------------------- | -------- |
| 1     | Markus Fuchs        | 22,17    |
| 2     | Maximilian Drössler | 22,31    |
| 2     | Nico Garea          | 22,31    |

### 400 m
| Platz | Athlet            | Zeit (s) |
| ----- | ----------------- | -------- |
| 1     | Mario Gebhardt    | 47,47    |
| 2     | Dominik Hufnagl   | 48,01    |
| 3     | Günther Matzinger | 48,28    |

### 800 m
| Platz | Athlet              | Zeit (min) |
| ----- | ------------------- | ---------- |
| 1     | Günther Matzinger   | 1:55,00    |
| 2     | Maximilian Fridrich | 1:55,30    |
| 3     | Maximilian Trummer  | 1:55,96    |

### 1500 m
| Platz | Athlet              | Zeit (min) |
| ----- | ------------------- | ---------- |
| 1     | Andreas Vojta       | 3:48,46    |
| 2     | Brenton Rowe        | 3:48,52    |
| 3     | Maximilian Fridrich | 3:56,86    |

### 5000 m
| Platz | Athlet                | Zeit (min) |
| ----- | --------------------- | ---------- |
| 1     | Brenton Rowe          | 14:50,34   |
| 2     | Manuel Innerhofer     | 15:06,51   |
| 3     | Hans Peter Innerhofer | 15:19,05   |

### 110 m Hürden (106,7)
| Platz | Athlet            | Zeit (s) |
| ----- | ----------------- | -------- |
| 1     | Florian Domenig   | 14,85    |
| 2     | Martin Kainrath   | 14,98    |
| 3     | Julian Bergmüller | 15,59    |

### 400 m Hürden (91,4)
| Platz | Athlet          | Zeit (s) |
| ----- | --------------- | -------- |
| 1     | Dominik Hufnagl | 51,38    |
| 2     | Thomas Kain     | 51,71    |
| 3     | Mario Gebhardt  | 52,12    |

### 4 × 100 m
| Platz | Athleten                                                                                 | Zeit (s) |
| ----- | ---------------------------------------------------------------------------------------- | -------- |
| 1     | Chukwuma Nnamdi, Markus Fuchs, Andreas Meyer, Levin Gottl (ULC - Riverside Mödling)      | 41,78    |
| 2     | Andreas Steinmetz, Michael Szalay, Dominik Hufnagl, Felix Einramhof (SVS-Leichtathletik) | 42,23    |
| 3     | Christoph Rosenthaler, Thomas Rosenthaler, Gregor Erler, Simon Riegler (ATSV Linz LA)    | 42,30    |

### Hochsprung
| Platz | Athlet            | Höhe (m) |
| ----- | ----------------- | -------- |
| 1     | Josip Kopic       | 2,06     |
| 2     | Andreas Steinmetz | 2,00     |
| 3     | Alexander Dengg   | 1,97     |

### Stabhochsprung
| Platz | Athlet               | Höhe (m) |
| ----- | -------------------- | -------- |
| 1     | Dominik Distelberger | 4,95     |
| 2     | Sebastian Ender      | 4,85     |
| 2     | Florian Matzi        | 4,75     |

### Weitsprung
| Platz | Athlet               | Weite (m) |
| ----- | -------------------- | --------- |
| 1     | Dominik Distelberger | 7,61      |
| 2     | Maximilian Drössler  | 7,24      |
| 3     | Roman Schmied        | 7,15      |

### Dreisprung
| Platz | Athlet              | Weite (m) |
| ----- | ------------------- | --------- |
| 1     | Philipp Kronsteiner | 15,93     |
| 2     | Roman Schmied       | 15,58     |
| 3     | Felix Schultschik   | 14,19     |

### Kugel (7,26) kg
| Platz | Athlet           | Weite (m) |
| ----- | ---------------- | --------- |
| 1     | Georg Stamminger | 15,60     |
| 2     | Gerhard Zillner  | 15,08     |
| 3     | Heimo Kaspar     | 14,04     |

### Diskus (2,0 kg)
| Platz | Athlet              | Weite (m) |
| ----- | ------------------- | --------- |
| 1     | Lukas Weißhaidinger | 64,42     |
| 2     | Lukas Jost          | 51,36     |
| 3     | Gerhard Zillner     | 44,00     |

### Hammer (7,26 kg)
| Platz | Athlet         | Weite (m) |
| ----- | -------------- | --------- |
| 1     | Matthias Hayek | 57,20     |
| 2     | Marco Cozzoli  | 56,48     |
| 3     | Michael Hofer  | 52,13     |

### Speer (800 gr)
| Platz | Athlet           | Weite (m) |
| ----- | ---------------- | --------- |
| 1     | Matthias Kaserer | 67,35     |
| 2     | Gregor Högler    | 67,19     |
| 3     | Martin Strasser  | 65,45     |

### 3 × 1000 m (mU18)
| Platz | Athleten                                                                        | Zeit (min) |
| ----- | ------------------------------------------------------------------------------- | ---------- |
| 1     | Christoph Teubl, Daniel Karner, Patrick-Tim Mund (KSV alutechnik)               | 8:08,93    |
| 2     | Hannes Hinterreiter, Paul Steinbrecher, Thomas Schnallinger (ULC Linz Oberbank) | 8:28,15    |
| 3     | Nicolas Wohlfahrt, Morgan Schusser, Janik Schusser (LAC Klagenfurt)             | 8:43,46    |